# Valentin Vanbaleghem
Valentin Vanbaleghem est un footballeur français, né le 9 octobre 1996 qui évolue au poste de milieu de terrain.

## Biographie
En 2009, il intègre le Pôle Espoirs de Liévin, en compagnie de Benjamin Pavard. Formé au LOSC, Vanbaleghem est prêté au Vendée Les Herbiers Football en championnat national pour la saison 2017-2018. Malgré une saison difficile en championnat, le club vendéen fait un parcours remarqué en Coupe de France 2018, atteignant la finale de la compétition. Les Herbiers s'inclinent 2-0 à ce stade face aux champions en titre du Paris Saint-Germain – dans ce qui aura été une des finales les plus déséquilibrées de l'histoire de la coupe – gravant néanmoins leur nom dans l'histoire du football vendéen.
Sur la compétition, Vanbaleghem est titularisé à plusieurs reprises, en défense centrale et à différents postes du milieu de terrain. Il est notamment titularisé au poste de milieu offensif lors de la finale contre le PSG, où il est notamment le plus jeune joueur de son équipe sur le terrain,.
De retour de prêt à Lille après son année en Vendée, il est transféré à Châteauroux pour la saison 2018-2019.

## Palmarès
Les Herbiers
- Coupe de France
  - Finaliste : 2018